# Antimima mucronata
Antimima mucronata är en isörtsväxtart som först beskrevs av Adrian Hardy Haworth, och fick sitt nu gällande namn av H. E. K. Hartmann. Antimima mucronata ingår i släktet Antimima och familjen isörtsväxter. Inga underarter finns listade i Catalogue of Life.